# Quimioselectivitat
En química orgànica, la quimioselectivitat és la preferència d'un reactiu per reaccionar en particular amb un d'entre dos o més grups funcionals diferents. Quan s'aconsegueixen unes condicions de reacció que permeten fer reaccionar exclusivament un grup funcional d'entre dos o més grups funcionals diferents, sobretot quan aquests són de característiques similars, es diu que la reacció és quimioselectiva.
Per exemple, el NaBH₄ és capaç de reduir de manera quimioselectiva un grup cetona a alcohol en presència d'un grup èster dins de la mateixa molècula sense afectar aquest últim, mentre que un reductor més potent com el LiAlH₄ reduiria tots dos grups a alcohol.
També es pot aplicar el terme quimioselectivitat quan un grup funcional en una molècula reacciona de forma selectiva o diferent enfront de diferents reactius o condicions de reacció.